# Championnat de Saint-Marin de football 2017-2018
Navigation
Saison 2016-2017 Saison 2018-2019
La saison 2017-2018 du championnat saint-marinais de football est la trente-troisième édition de la première division saint-marinaise. Les quinze clubs participants répartis en deux groupes affrontent à deux reprises les équipes de leur groupe et une fois celle de l'autre groupe, les trois premiers de chaque groupe se retrouvent en playoffs pour se disputer la victoire finale.
Deux places du championnat sont qualificatives pour les compétitions européennes, la troisième place revenant au vainqueur de la Coupe de Saint-Marin de football.

## Équipes participantes
Légende des couleurs
- Premier tour de qualification de la Ligue des champions 2017-2018
- Premier tour de qualification de la Ligue Europa 2017-2018

| Club                | Classement 2016-2017            |
| ------------------- | ------------------------------- |
| SP La Fiorita       | Champion                        |
| SP Tre Penne        | Finaliste Vainqueur de la Coupe |
| SS Folgore/Falciano | Playoffs                        |
| AC Juvenes/Dogana   | Playoffs                        |
| AC Libertas         | Playoffs                        |
| SS Virtus           | Playoffs                        |
| FC Fiorentino       | 4e Groupe A                     |
| FC Domagnano        | 4e Groupe B                     |
| SS Cosmos           | 5e Groupe A                     |
| SS Murata           | 5e Groupe B                     |
| SP Tre Fiori        | 6e Groupe A                     |
| SS Pennarossa       | 6e Groupe B                     |
| SC Faetano          | 7e Groupe A                     |
| SP Cailungo         | 7e Groupe B                     |
| SS San Giovanni     | 8e Groupe A                     |

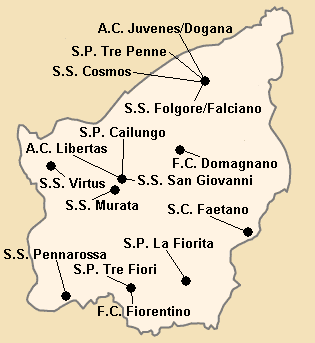
Localisation des clubs engagés dans le championnat.

En raison du peu de nombre de stades se trouvant sur le territoire de Saint-Marin, les matchs sont joués par tirage au sort sur un des six stades suivants :
- Stadio Olimpico (Serravalle)
- Campo di Fiorentino (Fiorentino)
- Campo di Acquaviva (Chiesanuova)
- Campo di Dogana (Serravalle)
- Campo Fonte dell'Ovo (Domagnano)
- Campo di Serravalle (Serravalle)

## Compétition

### Format
Les quinze clubs participants répartis en deux groupes affrontent à deux reprises les équipes de leur groupe et une fois celle de l'autre groupe, les trois premiers de chaque groupe se retrouvent en playoffs pour se disputer la victoire finale.

### Classement
Les équipes sont classées selon leur nombre de points, lesquels sont répartis comme suit : trois points pour une victoire, un point pour un match nul et zéro point pour une défaite. Pour départager les égalités, les critères suivants sont utilisés :
1. Différence de buts générale
2. Nombre de buts marqués

Si ces critères ne permettent pas de départager les équipes à égalité, celles-ci occupent donc la même place au classement officiel. Si deux équipes sont à égalité parfaite au terme du championnat et que le titre de champion, la qualification à une compétition européenne ou la relégation sont en jeu, les deux équipes doivent se départager au cours d'un match d'appui disputé sur terrain neutre.

### Phase régulière
| Rang | Équipe            | Pts | J  | G  | N | P  | Bp | Bc | Diff |
| ---- | ----------------- | --- | -- | -- | - | -- | -- | -- | ---- |
| 1    | SP La Fiorita     | 50  | 21 | 16 | 2 | 3  | 60 | 16 | +44  |
| 2    | SP Tre Penne      | 50  | 21 | 16 | 2 | 3  | 52 | 13 | +39  |
| 3    | FC Domagnano      | 37  | 21 | 11 | 4 | 6  | 40 | 35 | +5   |
| 4    | AC Juvenes/Dogana | 31  | 21 | 9  | 4 | 8  | 38 | 34 | +4   |
| 5    | SS Cosmos         | 28  | 21 | 7  | 7 | 7  | 42 | 30 | +12  |
| 6    | SS Pennarossa     | 25  | 21 | 6  | 7 | 8  | 21 | 36 | -15  |
| 7    | SC Faetano        | 19  | 21 | 5  | 4 | 12 | 36 | 47 | -11  |
| 8    | SS San Giovanni   | 13  | 21 | 4  | 1 | 16 | 18 | 61 | -43  |

| Rang | Équipe              | Pts | J  | G  | N | P  | Bp | Bc | Diff |
| ---- | ------------------- | --- | -- | -- | - | -- | -- | -- | ---- |
| 1    | SS Folgore/Falciano | 44  | 20 | 13 | 5 | 2  | 35 | 11 | +24  |
| 2    | AC Libertas         | 44  | 20 | 14 | 2 | 4  | 42 | 15 | +27  |
| 3    | SP Tre Fiori        | 38  | 20 | 11 | 5 | 4  | 45 | 24 | +21  |
| 4    | SP Cailungo         | 22  | 20 | 6  | 4 | 10 | 21 | 29 | -8   |
| 5    | SS Virtus           | 19  | 20 | 5  | 4 | 11 | 25 | 41 | -16  |
| 6    | FC Fiorentino       | 14  | 20 | 4  | 2 | 14 | 13 | 39 | -26  |
| 7    | SS Murata           | 1   | 20 | 0  | 1 | 19 | 11 | 68 | -57  |

Source : UEFA

### Playoffs
|  |              |              |             |       |                     |                     |                     |                     |   |               |               |                     |                     |   |  |              |              |              |   |  |               |                     |                     |   |  |  |  |  |  |  |
|  | SP Tre Penne | SP Tre Penne | 2 (3)       |       |                     |                     |                     |                     |   |               | SP La Fiorita | SP La Fiorita       | 3                   |   |  |              |              |              |   |  |               |                     |                     |   |  |  |  |  |  |  |
|  | SP Tre Fiori | SP Tre Fiori | 2 (5)       |       | SS Folgore/Falciano | SS Folgore/Falciano | 1                   |                     |   | SP La Fiorita | SP La Fiorita | 1                   |                     |   |  |              |              |              |   |  |               |                     |                     |   |  |  |  |  |  |  |
|  |              |              |             |       |                     | SP Tre Fiori        | SP Tre Fiori        | 1 (5)               |   |               |               |                     |                     |   |  | SP Tre Fiori | SP Tre Fiori | 0            |   |  |               |                     |                     |   |  |  |  |  |  |  |
|  |              | AC Libertas  | AC Libertas | 1 (4) |                     |                     |                     |                     |   |               |               |                     |                     |   |  |              |              |              |   |  | SP La Fiorita | SP La Fiorita       | 1                   |   |  |  |  |  |  |  |
|  |              |              |             |       |                     |                     |                     |                     |   |               |               |                     |                     |   |  |              | SP Tre Fiori | SP Tre Fiori | 1 |  |               | SS Folgore/Falciano | SS Folgore/Falciano | 0 |  |  |  |  |  |  |
|  |              |              |             |       |                     |                     | SS Folgore/Falciano | SS Folgore/Falciano | 4 |               |               | SS Folgore/Falciano | SS Folgore/Falciano | 3 |  |              |              |              |   |  |               |                     |                     |   |  |  |  |  |  |  |
|  |              | AC Libertas  | AC Libertas | 1     |                     |                     | SP Tre Penne        | SP Tre Penne        | 2 |               |               |                     |                     |   |  |              |              |              |   |  |               |                     |                     |   |  |  |  |  |  |  |
|  |              |              |             |       | SP Tre Penne        | SP Tre Penne        | 6                   |                     |   | SP Tre Penne  | SP Tre Penne  | 2                   |                     |   |  |              |              |              |   |  |               |                     |                     |   |  |  |  |  |  |  |
|  |              |              |             |       | FC Domagnano        | FC Domagnano        | 4                   |                     |   |               |               |                     |                     |   |  |              |              |              |   |  |               |                     |                     |   |  |  |  |  |  |  |
|  | AC Libertas  | AC Libertas  | 3           |       |                     |                     |                     |                     |   |               |               |                     |                     |   |  |              |              |              |   |  |               |                     |                     |   |  |  |  |  |  |  |
|  | FC Domagnano | FC Domagnano | 0           |       |                     |                     |                     |                     |   |               |               |                     |                     |   |  |              |              |              |   |  |               |                     |                     |   |  |  |  |  |  |  |

## Bilan de la saison
| Championnat de Saint-Marin de football 2017-2018 |                          |
| Champion                                         | SP La Fiorita (5e titre) |
| Coupes et trophées                               |                          |
| Vainqueur de la Coupe de Saint-Marin 2017-2018   | SP La Fiorita            |
| Qualifications continentales                     |                          |
| Ligue des champions de l'UEFA 2018-2019          | SP La Fiorita            |
| Ligue Europa 2018-2019                           | SS Folgore/Falciano      |
| Ligue Europa 2018-2019                           | SP Tre Fiori             |
| Promotions et relégations                        |                          |
| Promus en Championnat de Saint-Marin de football | Aucun                    |
| Relégués                                         | Aucun                    |